# Wernher der Hemeling von Kuppingen
Wernher der Hemeling von Kuppingen (um 1300) war ein schwäbischer Ritter.

## Urkundliche Erwähnungen
Er erhielt am 5. Juni 1306 von Pfalzgraf Rudolf dem Scheerer von Tübingen eine Urkunde über einen Vergleich mit ihm und Albrecht von Kuppingen wegen der Burg und Kirche zu Kuppingen.
Er beurkundete am 30. April 1314 in Sindelfingen, dass auf Grund Vergleichs mit dem Stift Sindelfingen sein Maier zu Kuppingen dem Stift zehn Jahre lang jährlich 1 lb. h. und von da ab zwei Malter Roggen Gült zu einer Jahrzeit geben soll.

## Familie
Er war der Vater von Kunegunt, der Ehefrau von Gottfried dem Roller von Gültstein.